# Leiostyla ferraria
Leiostyla ferraria é uma espécie de gastrópode  da família Pupillidae.
É endémica de Portugal.